# 属于关系 (集合论)
集合（或类）是“由一组客体组成的一个整体”，而组成这个“整体”的那些“客体”就称为集合（或类）的元素。元素与集合（或类）之间的关系就是“属于关系”：即如果“客体”A是集合（或类）B的元素，则称A属于B，记为{\displaystyle A\in B}；如果“客体”A不是集合（或类）B的元素，则称A不属于B，记为{\displaystyle A\not \in B}。
在朴素集合论中，有单纯的元素——即它已不再是个集合；但在公理化集合论及类的理论中，并没有这样单纯的元素，所有客体本身都必定是一个集合（或类），因此对任意两个集合（或类）A、B，必定存在着关系“{\displaystyle A\in B}”或“{\displaystyle A\not \in B}”。